# Chemikaliensicherheit
Der Begriff Chemikaliensicherheit bezeichnet die nationalen und internationalen Bemühungen, durch Regelungen (Gesetze, Übereinkommen etc.) den Schutz von Mensch und Umwelt vor gefährlichen Chemikalien (Gefahrstoffen) sicherzustellen.

## Nationale Regelungen

### Deutschland
In Deutschland wird die Chemikaliensicherheit gesetzlich durch das Gesetz zum Schutz vor gefährlichen Stoffen (Chemikaliengesetz, ChemG) geregelt, auf dessen Grundlage die Chemikalienverbotsverordnung (ChemVerbotsV) das Inverkehrbringen von und die Gefahrstoffverordnung (GefStoffV) den Umgang mit gefährlichen Stoffen und Zubereitungen regelt.

### Schweiz
In der Schweiz sind die wichtigsten rechtlichen Grundlagen der Chemikaliensicherheit das Chemikaliengesetz, das Umweltschutzgesetz sowie die Chemikalienverordnung und die Chemikalien-Risikoreduktions-Verordnung.

## Europäische Regelung
Seit dem 1. Dezember 2010 müssen Unternehmen, die Chemikalien im EWR oder in der Schweiz in Verkehr bringen alle Anforderungen der Verordnung über die Einstufung, Kennzeichnung und Verpackung erfüllen. Danach entscheidet sich auch, welche Informationen die Etiketten der Chemikalien tragen, die Arbeitnehmer und Verbraucher verwenden. Das neue EU-Einstufungssystem entspricht dem Global Harmonisierten System der Vereinten Nationen, so dass nun ein und dieselbe Gefahr weltweit auf dieselbe Weise beschrieben und gekennzeichnet wird. Bis zum 3. Januar 2011 mussten Unternehmen ihre gefährlichen Chemiestoffe gemäß REACH-Verordnung bei der Europäischen Chemikalienagentur (ECHA) registrieren.

## Internationale Regelungen
Aufgrund des weltweiten Handels mit gefährlichen Stoffen und die immer wieder stattfindende unbeabsichtigte Freisetzung dieser Stoffe ist ein gemeinsames internationales Vorgehen wichtig, das insbesondere
- auf ein verbessertes Wissen über die Stoffeigenschaften
- auf einen sicheren Umgang bei Transport und Anwendung
- und ggfs. auf Anwendungs- oder gar Produktionsverbote

abzielt. Auf internationaler Ebene gibt es verschiedene Aktionspläne und Abkommen, die den Schutz des Menschen und der Umwelt gewährleisten sollen.

### Agenda 21
Im Kapitel 19 der Agenda 21 sind die Prinzipien für eine international wirksame Chemikaliensicherheit und ein konkretes Chemikalienmanagement festgeschrieben worden. In dem von zahlreichen Staats- und Regierungschefs verabschiedeten Aktionsprogramms der ersten Konferenz für Umwelt und Entwicklung, die 1992 in Rio de Janeiro (Brasilien) stattfand, werden Ziele für den umweltverträglichen Umgang mit Chemikalien einschließlich Maßnahmen zur Verhinderung des illegalen internationalen Handels mit toxischen und gefährlichen Produkten festgeschrieben.

### Bahia-Deklaration
Die auf dem Zwischenstaatlichen Forum für Chemikaliensicherheit (IFCS) im Oktober 2000 in Salvador da Bahía (Brasilien) zusammengetroffenen Vertreter von Regierungen, internationalen
Organisationen und nichtstaatlichen Organisationen haben in der Bahia-Deklaration nochmals ihr Engagement für die Umsetzung des Kapitels 19 der Agenda 21 zum sicheren Umgang mit Chemikalien bekräftigt. Darüber hinaus wurden Empfehlungen zur Verbesserung der internationalen Chemikaliensicherheit beschlossen. Diese Empfehlungen umfassen u. a.
- die Förderung der globalen Zusammenarbeit auf dem Gebiet der Chemikaliensicherheit, des vorsorgenden Umweltschutzes
- die Verbesserung des Informationsflusses über den sicheren Umgang mit Chemikalien,
- die Ratifizierung und Umsetzung der für den Bereich der Chemikaliensicherheit maßgeblichen Übereinkommen und Abkommen.

### Weltgipfel Johannesburg 2002
Auf dem Weltgipfel für nachhaltige Entwicklung (WSSD), der 2002 in Johannesburg (Südafrika) stattfand, wurde ein Aktionsplan (Johannesburg Plan of Implementation) verabschiedet, der sich unter anderem im Abschnitt III (Nicht-nachhaltige Verbrauchs- und Produktionsmuster verändern) mit dem Bereich Chemikaliensicherheit befasst. Im Absatz 22 heißt es: „Die Erneuerung der Verpflichtung aus der Agenda 21, Chemikalien während ihres gesamten Kreislaufs und gefährliche Abfälle im Sinne einer nachhaltigen Entwicklung und zum Schutz der  menschlichen Gesundheit  und der Umwelt sachgerecht zu behandeln, mit dem Ziel, unter anderem, bis 2020 zu erreichen, das Chemikalien so benutzt und produziert werden, dass signifikante negative Auswirkungen auf die menschliche Gesundheit und Umwelt minimiert werden.“

### PIC-Übereinkommen über Vorabzustimmung nach Inkenntnissetzung
Das Übereinkommen über das Verfahren der vorherigen Zustimmung nach Inkenntnissetzung (Prior Informed Consent, PIC) für bestimmte gefährliche Chemikalien sowie Pflanzenschutz- und Schädlingsbekämpfungsmittel im internationalen Handel wurde im September 1998 angenommen und unter anderem von Deutschland, der Schweiz und der EU ratifiziert. Es trat am 24. Februar 2004 als erstes Übereinkommen nach dem Weltgipfel von Johannesburg in Kraft. Nach seinem Unterzeichnungsort ist es auch als Rotterdamer Übereinkommen bekannt.
Die Konvention verpflichtet exportierende Vertragsstaaten, die entsprechenden Importländer über einen beabsichtigten Transfer von gefährlichen Chemikalien vorher zu informieren und diesen erst nach ausdrücklicher Zustimmung des Importlandes durchzuführen. Diese Regelung soll insbesondere die Entwicklungsländer schützen.

### POP-Übereinkommen über langlebige organische Schadstoffe
Das Übereinkommen über bestimmte langlebige organische Schadstoffe (Persistent Organic Pollutants, POP) trat am 17. Mai 2004 in Kraft. Die Konvention ist nach ihrem Unterzeichnungsort auch als Stockholmer Übereinkommen bekannt.
Das Ziel der Konvention ist der Schutz von Mensch und Umwelt vor zunächst zwölf gefährlichen Chemikalien (Dreckiges Dutzend). Bei neun der ursprünglich zwölf Chemikalien handelt es sich um Pflanzenschutzmittel, die in entwickelten Industrieländern zwar schon längere Zeit verboten, in Entwicklungsländern jedoch zum Teil noch eingesetzt worden waren. Alle zwölf Chemikalien verbreiten sich in der Atmosphäre weltweit und entfalten negative Langzeitwirkungen auf menschliche und tierische Organismen.

### Quecksilber-Konvention
Das Minamata-Übereinkommen, mit dem die Emissionen des Schwermetalls Quecksilber eingedämmt werden sollen, trat am 16. August 2017 in Kraft, nachdem es neunzig Tage zuvor von fünfzig Staaten ratifiziert worden war.